# والنسیا (فیلم ۱۹۲۷)
والنسیا (انگلیسی: Valencia) یک فیلم است که در سال ۱۹۲۷ منتشر شد.